# Championnats du monde de duathlon longue distance 2015
Navigation
Édition précédente Édition suivante
Les championnats du monde de duathlon longue distance 2015 sont organisés par la fédération internationale de triathlon. Ils  se sont déroulés à Zofingen en Suisse le 6 septembre 2015. C'est l'épreuve longue distance du Powerman Duathlon qui sert de support à ce championnat du monde pour la huitième fois de son histoire.

## Distances parcourues
| Distances course (kilomètres) | Distances course (kilomètres) | Distances course (kilomètres) |
| Course à pied                 | Cyclisme                      | Course à pied                 |
| ----------------------------- | ----------------------------- | ----------------------------- |
| 10                            | 150                           | 30                            |

## Résultats élite

### Résumé
La Britannique Emma Pooley et le Français Gaël Le Bellec, championne et champion du monde en titre de duathlon longue distance 2014, remporte en 2015 et  pour la deuxième fois consécutives les championnats du monde de duathlon longue distance. Emma Pooley s’impose devant l'Allemande Julia Viellehner et la Danoise Susanne Svendsen en 7 heures, 1 minutes et 49 secondes. Gaël Le Bellec prend la première place devant le Belge Seppe Odeyn et le Danois Søren Bystrup en améliorant sa performance de 2014 en, 6 heures, 20 minutes et 36 secondes.

### Palmarès
Les tableaux présentent les resultats du championnat,.
| Rang               | Athlète        | Pays     | Temps           |
| ------------------ | -------------- | -------- | --------------- |
| Médaille d'or      | Gaël Le Bellec | France   | 6 h 21 min 45 s |
| Médaille d'argent  | Seppe Odeyn    | Belgique | 6 h 24 min 59 s |
| Médaille de bronze | Søren Bystrup  | Danemark | 6 h 25 min 35 s |

| Rang               | Athlète          | Pays        | Temps           |
| ------------------ | ---------------- | ----------- | --------------- |
| Médaille d'or      | Emma Pooley      | Royaume-Uni | 7 h 1 min 49 s  |
| Médaille d'argent  | Julia Viellehner | Allemagne   | 7 h 12 min 4 s  |
| Médaille de bronze | Susanne Svendsen | Danemark    | 7 h 20 min 33 s |

## Tableau des médailles
| Rang  | Nation      | Or | Argent | Bronze | Total |
| ----- | ----------- | -- | ------ | ------ | ----- |
| 1     | France      | 1  | 0      | 0      | 1     |
| 1     | Royaume-Uni | 1  | 0      | 0      | 1     |
| 3     | Belgique    | 0  | 1      | 0      | 1     |
| 3     | Allemagne   | 0  | 1      | 0      | 1     |
| 5     | Danemark    | 0  | 0      | 2      | 2     |
| Total | Total       | 2  | 2      | 2      | 6     |